# N11
N11 (LMC N11, LHA 120-N 11) — ярчайшая эмиссионная туманность в северо-западной части Большого Магелланова Облака в созвездии Золотой Рыбы. Комплекс N11 является второй по размеру областью H II в этой галактике, а крупнейшей является Туманность Тарантул. Туманность занимает область диаметром 6 угловых минут. Имеет эллиптическую форму, состоит из крупного пузыря, относительно чистого межзвёздного пространства, окружённого девятью крупными туманностями. Название туманности дал в 1956 году Карл Хенайз.
При подробном рассмотрении туманность обладает розовыми облаками светящегося газа, напоминающими сахарную вату Протяжённость туманности составляет около 1000 световых лет.
Среди примечательных деталей туманности можно отметить большую пустую область размером 80 на 60 парсеков, а также центральное скопление возрастом 5 миллионов лет (NGC 1761). Туманность окружена несколькими облаками ионизованного газа, где формируются звёзды спектрального класса O. Внутри туманности находится несколько массивных звёзд, включая LH 9, LH 10, LH 13, LH 14. Также содержится остаток сверхновой N11L. В самом центре NGC 1761 находится яркая кратная звезда HD 32228, содержащая редкую голубую звезду Вольфа — Райе типа WC5 или WC6, а также яркий гигант спектрального класса O.

## Туманность Боб
Ярчайшей туманностью внутри N11 является область N11B (NGC 1763), также известная как Туманность Боб из-за своей формы.

## Другие примечательные туманности
На северо-восточном краю N11B находится более компактная область N11A, известная как Туманность Роза, у которой наблюдаются "лепестки" из газа и пыли, они подсвечиваются массивными горячими звёздами в центре. Также область известна как IC 2116, а в одном из каталогов значится как звезда HD 32340.
Восточной частью комплекса N11 является N11C (NGC 1769), эмиссионная туманность, содержащая по крайней мере два компактных рассеянных скопления.
За пределами главного пузыря N11 к северо-востоку находится N11E, также известная как NGC 1773, маленькая яркая туманность, содержащая несколько массивных молодых звёзд. Южная часть пузыря обозначается как N11F и также носит название NGC 1760. Западная область пузыря слабая и довольно плохо очерченная.
К юго-западу от N11 расположен красный гигант 7-й звёздной величины HD 31754, звезда или звёздная система фона, расположенная близко к одному лучу зрения с рассеянным скоплением NGC 1733. Три более далёкие галактики, видимые наиболее южными телескопами и обсерваториями, расположены к западу от N11: пара PGC 16243 и PGC 16244; LEDA 89996. К югу от них расположены NGC 1731 и TYC 8889-619-1, являющиеся частью комплекса N4. Яркое шаровое скопление NGC 1783 видно к северу от N11.